# Voință
Voința este un concept filozofic. Este foarte importantă în cadrul dezvoltării personale. Reprezintă capacitatea de a transforma intenția în acțiune, chiar dacă se întrevăd dificultăți în obținerea lucrului dorit. Este puterea care dă impulsul de a porni la drum și concentrarea de forțe fizice și psihice pentru a pune lucrurile în mișcare. Un exemplu de „aplicare” a voinței este încercarea de a lăsa fumatul sau a scăpa de alte vicii.
Voința este procesul psihic care se manifestă prin acțiuni conștiente îndreptate spre realizarea unor scopuri stabilite. Actele de voință sunt determinate de cauze exterioare, de condițiile de viață și de educație ale persoanei. Voința stă la baza oricarui act exterior conștient.
Înainte de a beneficia de voință, trebuiesc parcurse câteva etape:
- alegerea obiectivului dorit;
- crearea unui plan moral si etic.
- ducerea planului la indeplinire.

Voința nu poate fi susținută la cote maxime la nesfârșit, fiind de obicei temporară. Menținerea voinței necesită o concentrare deosebită, este foarte obositoare și de aceea foarte greu de menținut, de obicei apar alte lucruri care vor distrage concentrarea.
Pentru a nu pierde concentrarea trebuiesc folosite o serie de metode pentru a menține voința la cote maxime.
Rezultatul este mai bun atunci când în loc să fie folosită voința direct în lupta cu problemele, aceasta este folosită în principal în lupta cu transformarea mediului, a obstacolelor sociale și a obiceiurilor.